# Уильямсон, Кевин
Ке́вин Мид Уи́льямсон (англ. Kevin Meade Williamson; род. 14 марта 1965, Нью-Берн, США) — американский режиссёр, сценарист и продюсер.

## Биография
Кевин Уильямсон — младший сын писательницы Лилли Фэй и рыбака Оттиса Уэйда Уильямсона. В детстве он жил недалеко от города Ориэнтал. Незадолго до начала обучения в школе, семья переехала в город Аранзас Пасс в штате Техас, а затем перебралась в Фултон. Перед старшими классами, семья вернулась в Ориэнтал. С ранних лет Кевин увлекался кино, в частности творчеством Стивена Спилберга. Он поступил в Киношколу Нью-Йоркского университета, но обучаться в ней не стал, так как не мог позволить себе оплачивать обучение. Поэтому Кевин поступил в Восточно-Каролинский университет в Гринвилле, где он получил степень по театральному искусству.

## Карьера
После окончания университета он переехал в Нью-Йорк, чтобы заняться актёрским ремеслом. В 1990 году он получил роль в мыльной опере «Другой мир» и переехал в Лос-Анджелес. Через год он получил небольшие роли в скетч-комедии «В живом цвете», и в фильме Роджера Кормана «Hard Run», а также снялся в нескольких музыкальных клипах.

### Первые сценарии
Пока Кевин получал образование сценариста в Калифорнийском университете, юноша написал свой первый сценарий под названием «Убить миссис Тингл», который в 1995 году был выкуплен неизвестной компанией, где он лёг на полку.
Под впечатлением от одной из программ документальной передачи «Turning Point» (вышедшей в эфир 9 марта 1994 года), которая рассказывала о маньяке Дэнни Роллинге — преследовавшем студентов серийном убийце из Гейнсвилля во Флориде. Уильямсон написал сценарий фильма ужасов о вымышленном маньяке под названием «Очень страшное кино». Персонажи были знатоками классических фильмов ужасов и знали все распространённые клише — на этом и строились юмор и саспенс сценария.

### Работа на ТВ
Когда продюсер компании Columbia TriStar Television Пол Стапин прочитал сценарий «Очень страшного кино», он был уверен, что Уильямсон — тот, кто ему нужен и предложил создать сериал для своей студии. Так появился проект «Бухта Доусона» — полубиографическая молодёжная мелодрама о жизни ребят в рыбацком городке, уже получившая статус классики телевидения. Нетрудно разглядеть сходство между Уильямсоном и главным персонажем Доусоном Лири (сыгранным Джеймсом Ван Дер Биком) — поклонником кино и Спилберга. Кроме того Уильмсяон признался, что Джоуи Поттер (которую сыграла Кэти Холмс) написана по образу его подруги, с которой Кевин дружил в юношестве — девушка часто ночевала у Кевина, и они могли часам говорить о том, что происходило в их жизни.
В декабре 1995 года, сериал предложили каналу FOX, где Стапин работал исполнительным продюсером, но канал отказался от проекта. Тогда в 1996 году Стапин и Уильямсон обратились к боссам Warner Bros., сразу же купившим шоу. Премьера состоялась 20 января 1998 года. Сериал стал телевизионным хитом у молодой аудитории. Несмотря на это и все заверения, что он никогда не покинет шоу, Кевин прекращает работу над проектом после двух сезонов, чтобы по заказу Miramax начать работу над новым сериалом для канала ABC. Проект, названный «Wasteland», рассказывал о жителях Нью-Йорка, которым слегка за 20. Сериал был плохо принят как зрителями, так и критиками — после показа 3 эпизодов в октябре 1999 года, сериал отменили.

### Прорыв в кино
Весной 1995 года, студия Miramax купила «Очень страшное кино» для своего нового подразделения Dimension Films. А в 1996 году, выходит фильм «Крик», снятый мастером жанра Уэсом Крейвеном и ставший настоящим блокбастером — картина собрала более 100 миллионов долларов при бюджете в 15.
Затем Кевин пишет сценарий фильма «Я знаю, что вы сделали прошлым летом» по мотивам одноимённой новеллы Лоис Дункан 1973 года и продаёт сценарий студии Columbia Pictures, которые выпустили фильм под лозунгом «От создателей Крика» против воли студии’Miramax. После выхода фильма «Крик 2», сценарий к которому тоже написал Уильямсон, Miramax подаёт в суд на Columbia, а Уильямсон, тем временем, начинает работу над сценарием третьей части, который за него закончил Эрен Крюгер. Уильямсон же пишет новый ужастик «Факультет» достаточно нестандартного жанра: пришельцы пытаются поработить Землю, начав завоевание с маленькой школы, в которой учатся неудачники, наркоманы и дети из неблагополучных семей.
В 1999 году у Уильямсона происходит режиссёрский дебют — он снимает чёрную комедию с элементами триллера по своему первому сценарию — «Убить миссис Тингл» (англ. Killing Mrs. Tingle). Правда, после трагических событий в Старшей школе Колумбайн, Кевину приходится сменить название на «Teaching Mrs. Tingle». Несмотря на отличный актёрский состав — в фильме снялись Кэти Холмс, Хелен Миррен, Вивика Фокс и Молли Рингуолд — картина получила плохие отзывы как критиков, так и зрителей, а также собрала плохую кассу — 8,9 миллионов сборов против 14 миллионов бюджета. Однако со временем фильм стал культовым в среде киношников и поклонников творчества Уильямсона.

### Возвращение на ТВ
Также Уильямсон стал автором нового мистического сериала для канала Warner Bros., получившего название «Город демонов». Сериал рассказывал о молодом человеке, который возвращается в родной город, чтобы обнаружить, что его жители скрывают множество тайн. По атмосфере сериал очень напоминал «Твин Пикс» Дэвида Линча. Однако проект оказался не успешным и, после показа 10 эпизодов начиная с января 2002 года, сериал закрыли.
В 2003 году Уильямсон возвращается в «Бухту Доусона», чтобы написать сценарий заключительного двухчасового эпизода сериала, шедшего по ТВ шесть лет.
В 2005 году выходит новый совместный проект Уильямсона и Крейвена под названием «Оборотни». Несмотря на большое количество звёзд молодёжного кино, таких как Кристина Риччи, Джошуа Джексон и Шеннон Элизабет, картина провалилась в прокате. Авторы объясняют неудачу тяжёлыми условиями во время съёмок, растянувшихся на несколько лет, если считать период написания сценария, а также его многократные изменения. Кроме того, Уильямсон стал продюсером молодёжного ужастика «Venom», вышедшего в том же году.
После неудачи в кино, Кевин возвращается на ТВ и пишет сценарий нового молодёжного сериал под названием «Тайны Палм-Спрингс» для канала The CW. На этот раз это была драма с элементами детектива о проблемном подростке, переехавшем вместе с матерью и новым отчимом в Палм-Спрингс, где он оказывается окружён лицемерами и людьми, прячущими свои скелеты в шкафах. Этот проект также был снят для межсезонья и оказался провальным — канал заказал всего 8 эпизодов, и после их показа сериал закрыли. Однако, канал продолжил работу с Уильямсоном и нанял его для адаптации серии романов «Дневники вампира» американской писательницы Лизы Джейн Смит в одноимённый сериал. Проект оказался успешным и продержался на телевидении в течение 8 лет.
Кевин вместе с Крейвеном работал над сценарием «Крика 4», премьера которого состоялась весной 2011 года, а также над сюжетом ремейка триллера 1987 года «The Bedroom Window» со Стивом Гуттенбергом и Элизабет Макговерн в главной роли. Кроме того, работал в качестве сценариста телесериала, снятого по мотивам другой серии книг Лизы Джейн Смит, «Тайный круг».

## Личная жизнь
Кевин Уильямсон — открытый гей. Друзьям и близким он открылся ещё в 1992 году, а для общественности — в 1998. По заверениям сценариста, он был геем, сколько себя помнит. Состоит в длительных отношениях со стилистом Джорджем Коциопулосом.

## Фильмография

### Актёр
1. 1990 — Другой мир
2. 1991 — В живом цвете
3. 1995 — Грязные деньги
4. 1996 — Тяжёлый побег
5. 1997 — Крик 2

### Режиссёр
1. 1999 — Убить миссис Тингл
2. 2025 — Крик 7

### Сценарист
1. 1996 — Крик
2. 1997 — Я знаю, что вы сделали прошлым летом
3. 1997 — Крик 2
4. 1998 — 2003 — Бухта Доусона
5. 1998 — Факультет
6. 1999 — Убить миссис Тингл
7. 2000 — Крик 3
8. 2002 — Город демонов
9. 2005 — Оборотни
10. 2007 — Тайны Палм-Спрингс
11. 2009 — 2011 — Дневники вампира
12. 2011 — Крик 4
13. 2011 — Тайный круг
14. 2013 — Последователи